# Órgano común permanente

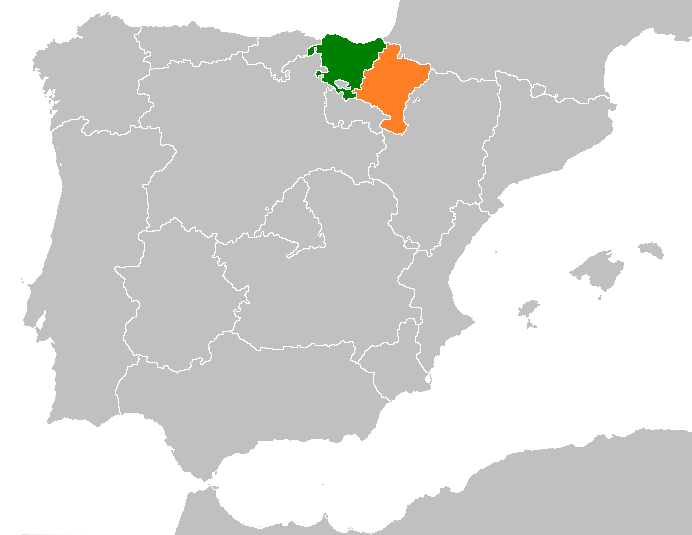
Ubicación del País Vasco y Navarra en la península ibérica

El denominado órgano común permanente fue una polémica y fallida propuesta de colaboración entre las comunidades autónomas españolas de Navarra y el País Vasco surgida a mediados de la década de 1990 en Navarra y que constituyó el mayor intento de acercamiento contemporáneo entre ambas comunidades autónomas.
El acuerdo de cooperación que dio lugar a dicho órgano fue aprobado por el Parlamento de Navarra el 11 de junio de 1996, propuesto por un gobierno tripartido formado por PSN-PSOE, EA y CDN bajo la presidencia de Javier Otano, con la oposición de UPN y HB, que constituían los dos polos opuestos del arco parlamentario navarro y que eran mayoritarios en votos. Así, UPN, referente autonómico del PP y partido más votado en esa fecha, lo consideraba innecesario y un paso adelante en el intento de incorporar Navarra al País Vasco y Herri Batasuna, segundo partido más votado, lo creía insuficiente. 
El convenio fue enviado a las Cortes para su tramitación parlamentaria con la firma del Lendakari del Gobierno Vasco, José Antonio Ardanza y del presidente del Gobierno de Navarra, Javier Otano, pero las circunstancias cambiaron súbitamente cuando el presidente navarro presentó, pocos días después, su renuncia a todos los cargos que ostentaba (18 de junio de 1996) al desvelarse ese mismo día en un periódico su participación en el llamado Caso Otano. 
Tras este hecho el PSOE apoyó el aplazamiento de la votación para la aprobación del Convenio y posteriormente fue retirado.
Otano manifestó posteriormente, en abril de 2005, haber sido veladamente amenazado por dirigentes de UPN el 29 de mayo para que retirara el convenio a cambio de garantizarle la gobernabilidad hasta el final de la legislatura. Finalmente, todos los imputados en la causa judicial abierta fueron absueltos por la justicia (22 de octubre de 2004).
Juan Cruz Alli sucedió a Otano en la presidencia el 19 de octubre de 1996 y, el 29 de octubre presentó una moción para volver a realizar un acuerdo de cooperación con el País Vasco que no obtuvo respaldo del parlamento foral, ya que las elecciones dieron la presidencia el 18 de septiembre de 1996 a Miguel Sanz (UPN) que era contrario al convenio.
La idea quedó en el olvido hasta el año 2005, en el que fue planteada una moción parlamentaria por EA que instaba al ejecutivo foral a crear un órgano común, siendo esta moción rechazada por PSOE y UPN.
Durante el año 2006 el órgano volvió a sugerirse ocasionalmente por varios partidos y dirigentes políticos suscitando la frontal oposición de UPN y CDN, así como la del secretario general del PSN:

Carlos Chivite, afirmó ayer que ni los socialistas navarros ni la Ejecutiva federal del PSOE «contemplan» dar su apoyo a un órgano común permanente entre Navarra y el País Vasco, opción por la que había apostado este fin de semana el secretario general del PSE, Patxi López, y que su compañero de filas y delegado del Gobierno en la Comunidad Foral, Vicente Ripa, calificó el lunes de «interesante y positivo».

En sentido contrario, en el Congreso de los Diputados se planteó una proposición no de ley del Grupo Popular sobre:

...la posición del gobierno en relación con la exigencia de constituir una mesa multilateral de agentes políticos, sociales, económicos y sindicales del País Vasco, de Navarra y del País Vasco francés, para acordar un nuevo marco político y territorial en el que quedaría integrada Navarra.

Y en la que:

...insta al Gobierno a que admita que no está legitimado para formular ninguna declaración pública que reconozca la existencia de una nación denominada Euskal Herria integrada por siete territorios, entre ellos Navarra.

La proposición fue rechazada el 19 de diciembre de 2006 con 133 votos a favor, 174 en contra y dos abstenciones